# Schriftgutkatalog
Der Schriftgutkatalog (auch: Schriftgutverzeichnis) ist eine Auflistung alles in einer Verwaltungs- oder Organisationseinheiten anfallenden Schriftguts als Belegart, mit Hinweisen zu deren Aufbewahrung und Fristen (Hinweis auf gesetzliche Vorschriften und Wertigkeitsstufen, damit Doppel und Mehrfachablagen vermieden werden). Die Erstellung eines Schriftgutkataloges wird durch spezielle Erfassungsformulare erleichtert. 
Im Wesentlichen sind in der Gliederung zwei Kategorien zu unterscheiden: 
- 1. Betriebliche Notwendigkeiten
- 2. Gesetzliche Vorschriften